# Аутосексинг
Аутосе́ксинг, иногда автосе́ксинг (англ. autosexing), — в птицеводстве способ сексирования — разделения птенцов домашней птицы по полу (на самцов и самок) в суточном возрасте на основе фенотипических (внешних) признаков. Для этих целей используют аутосексную птицу — носителей определённых сцепленных с полом генов, обусловливающих проявление полового диморфизма у суточных цыплят и взрослых птиц при чистопородном разведении и создании гибридов (кроссов).

## История и описание
Многим птицеводам важно знать, какой пол имеют вылупившиеся цыплята. При этом в истории птицеводства достаточно давно существовала проблема — как определить пол у суточного цыплёнка со стопроцентной (или близкой к ней) точностью. За решение этой проблемы в XX веке взялись учёные-генетики (Р. Паннет, М. Пиз и др.). С помощью специально подобранных скрещиваний они начали определять и использовать на практике так называемые генетические маркеры пола, то есть сцепленные с полом гены, контролирующие определённые фенотипические признаки. Эти маркеры расположены на половой Z-хромосоме птицы, что позволяет «маркировать» ими цыплёнка с момента оплодотворения. После вылупления, благодаря такому гену-маркеру, возможно на 100 % определить по внешним признакам пол цыплёнка и, соответственно, проводить сортировку цыплят на петушков и курочек буквально в первый день жизни.

## Генетические маркеры пола
На данный момент получили распространение следующие генетические маркеры пола кур, локализованные на Z-хромосоме:
- цвета[нем.] пуха цыплят и оперения[англ.] взрослой птицы:
  - золотистости и серебристости[3][5],
  - полосатости[англ.][3][≡];
- ранней (быстрой) и поздней оперяемости[англ.], то есть длины зачатков маховых перьев в суточном возрасте[3].

Примерами наиболее распространённых маркеров пола, позволяющих разделять цыплят в суточном возрасте по полу (на самцов и самок) на основе их фенотипических (внешних) признаков, являются генетические локусы:
- K — с аллелями поздней (K) и ранней (k+) оперяемости,
- S — с аллелями серебристости (S) и золотистости (s+)[5].

При скрещивании по схемам ♂ k+/k+ × ♀ K/— или ♂ s+/s+ × ♀ S/— в каждой из них получают фенотипически различное потомство:
- родители ♂ k+/k+ (ранооперяющиеся) × ♀ K/— (позднооперяющиеся[англ.]) → потомство F1 ♂ K/k+ (позднооперяющиеся) и ♀ k+/— (ранооперяющиеся);
- родители ♂ s+/s+ (золотистые) × ♀ S/— (серебристые) → потомство F1 ♂ S/s+ (серебристые) и ♀ s+/— (золотистые)[5].

Таким образом, в сцепленных с полом скрещиваниях признак, обусловленный наличием гена-маркера, расположенного в половых хромосомах, наследуется только мужскими или женскими особями. В то же время у чистопородной птицы половые фенотипические различия вызвана эффектом дозы того или иного гена-маркера пола на Z-хромосоме. Например, за счет этого эффекта у суточных курочек итальянской куропатчатой (бурый леггорн) и билефельдской породы, в отличие от петушков, глаза как бы перечёркнуты более длинной и более интенсивно окрашенной тёмной полоской («бровью»).

## Аутосексная птица

### Куры
Породы и кроссы кур, в которых применяются подобные генетические маркеры пола, получили название «аутосексные», поскольку пол такой птицы определяется автоматически — по цвету оперения или длине маховых перьев.

#### Породы
Аутосексными являются следующие породы:
- адлерская серебристая,
- амрокс,
- билефельдер,
- итальянская куропатчатая,
- калифорнийская серая,
- кучинская юбилейная,
- борковская барвистая,
- чешская золотистая,
- ленинградская золотисто-серая,
- нью-гемпшир,
- плимутрок полосатый,
- род-айланд красный и др.

#### Кроссы
К аутосексным кроссам кур относятся:
- Авиколор[укр.],
- Доминант,
- Ломанн Браун,
- Шейвер[uk],
- ISA Браун[англ.] и др.

Список аутосексных кроссов постоянно растёт, так как их применение в птицеводстве позволяет осуществлять раздельное по полу выращивание и кормление молодняка и несёт очевидную экономическую выгоду. Кроссы, в которых гибридное потомство в суточном возрасте различается по цвету пуха, называют колорсексными или секслинками. При этом в родительских формах кроссов также используется сцепленный с полом ген карликовости.

### Другие виды
Помимо кур, аутосексные породы и кроссы известны у других видов домашних птиц — гусей, уток, японских перепелов и фазанов.